# OMG (倖田來未の曲)
「OMG」（オーマイガー）は、日本の歌手・倖田來未の6作目の配信限定シングル。2019年9月18日に配信された。

## 解説
前作、『プチョヘンザッ!!!』から5日足らずのリリースである。タイトルは「OMG」と書いて、「“オーエムジー”」と読む。
連続デジタルシングルは10作目となる『again』が最後であるが、本曲のレコーディング自体はデジタルシングルの中で最後に完成した楽曲とみられる。曲調は前作、『プチョヘンザ!!!』のように親しみやすいナンバーで、「本曲がファンの方だったらハマるだろうなって自負して制作をした。ツアーのフィナーレに似合うイメージ」を想像して完成させたとしている。

## 楽曲
1. OMG [3:56]
作詞：KODA KUMI, T-SK, HIROMI, Joleen Belle
作曲：T-SK, HIROMI, Joleen Belle

## 収録アルバム
- 『re(CORD)』
- 『BEST 〜2000-2020〜』

## 収録ライブ映像
- 『KODA KUMI LIVE TOUR 2019 re(LIVE) -Black Cherry- & -JAPONESQUE-』(ファンクラブ限定盤)
  - 『KODA KUMI LIVE TOUR 2019 re(LIVE) 〜Black Cherry〜』
    - 『MY NAME IS...』(ファンクラブ限定盤)

  - 『KODA KUMI LIVE TOUR 2019 re(LIVE) 〜JAPONESQUE〜』